# 第三紀元
第三紀元（Third Age），是英國作家約翰·羅納德·瑞爾·托爾金的史詩式奇幻小說系列中的太陽紀第三時代。
第三紀元開始於努曼諾爾帝國滅亡後，精靈及人類最後同盟聯合下使索倫倒臺之時。 
這時期描述精靈的沒落和人類的興起，努曼諾爾人建立的王國，和索倫的再生。
第三紀元持續了3021年，直到索倫再次被擊敗，這次由於他的至尊魔戒被摧毀。當比爾博·巴金斯和佛羅多·巴金斯遠航至維林諾，第四紀元開始了。